# Cageball

Logo

Cageball (von englisch Cage = Käfig) ist eine von Fußballtrainer Jörg Berger (Spielidee) und Betriebswirt Martin Rinke (Entwicklung und Vermarktung) entwickeltes Ballsportspiel. 

## Hintergrund
Das Spiel basiert auf der Idee, auch bei schlechten Witterungsverhältnissen noch Fußball spielen und trainieren zu können. Es kommt dem traditionellen Hallenfußball am nächsten. Es gibt jedoch einige Ausnahmen. Wie der Name „Cage“ schon sagt, spielt man in einem Käfig. Das Spiel soll dadurch dynamischer und schneller sein. Es unterstützt die technische Komponente eines Fußballtrainings.

## Spielfeld
Cageball wird auf Kunstrasen gespielt. Das Spielfeld hat eine Größe von 23 × 15 Metern, kann aber je nach Hallenverhältnissen auch eine andere Größe haben. Umrahmt wird das Spielfeld von einer 1 Meter hohen Bande, oberhalb derer sich ein geschlossenes Netz befindet. So bleibt der Ball immer im Spiel und Regeln wie Einwurf bei Aus fallen gänzlich weg. Eine Cageball-Mannschaft besteht im Normalfall aus drei Feldspielern und einem Torwart, wobei der Torwart auch eine „fliegende“ Position einnehmen kann. Das Tor ist in der Höhe verstellbar, so dass alternativ auf kleine (3 × 1 Meter) und große (3 × 2 Meter) Tore gespielt werden kann. 

## Regeln
Es gelten die normalen Fußballregeln bei Foul und absichtlichem Handspiel. Freistöße müssen direkt ausgeführt werden. Die Abseitsregel fällt weg, auch Einwürfe und Abstöße vom Tor gibt es nicht.